# Terpnistrini
Terpnistrini Brunner von Wattenwyl, 1878 è una tribù di ortotteri della famiglia Tettigoniidae (sottofamiglia Phaneropterinae).

## Descrizione
Terpnistria, Diogena e Tropidophrys costituiscono un gruppo omogeneo identificato da una colorazione a prevalenza di verde con screziature bianche (mimetismo per il loro habitat preferito caratterizzato dalla presenza di specie del genere Acacia), da spine accentuate sulle zampe, e da una spiccata carinae sul capo. La loro omogeneità deriva probabilmente da un progenitore comune (speciazione allopatrica).
Gelotopoia e Terpnistrioides, pur presentando molte affinità nell'aspetto (in particolare nell'apparato genitale), sono considerate a parte rispetto al gruppo suddetto.

## Distribuzione e habitat
La maggior parte delle specie hanno un areale africano, con l'eccezione di Diogena fausta, presente oltreché in Africa anche nella penisola arabica, e di Diogena lanka, endemica di Sri Lanka. 

## Tassonomia
Comprende i seguenti generi:
- Diogena Brunner von Wattenwyl, 1878
- Gelotopoia Brunner von Wattenwyl, 1891
- Terpnistria Stål, 1873
- Terpnistrioides Ragge, 1980
- Tropidophrys Karsch, 1896